# ويليام دوغلاس ستيوارت
ويليام دوغلاس ستيوارت هو سياسي كندي، ولد في 26 مارس 1938 بفيكتوريا في كندا. حزبياً، نشط في الحزب الليبرالي الكندي. وقد انتخب عضو مجلس العموم الكندي.